# Cathorops
Cathorops is een geslacht van de orde meervalachtigen (Siluriformes), van de familie Christusvissen (Ariidae).
Cathorops is een sterk vertegenwoordigde clade van zijn familie. Het bestaat uit een natuurlijke groep waarbinnen de clade goed gedefinieerd is op basis van morfologie en moleculair bewijs. Het geslacht omvat vermoedelijk verschillende niet erkende soorten van beide Amerikaanse kusten.
Soorten van Cathorops zijn gevonden in het oosten en westen van Centraal en Zuid-Amerika in brakwater- en zoetwaterleefmilieus. Deze vissen komen voornamelijk voor in de leefmilieus van estuaria en zoetwater van Zuid-Mexico tot Centraal- en Zuid-Amerika. Zeven soorten komen uitsluitend voor op Pacifische deel van Amerika: C. dasycephalus, C. fuerthii, C. hypophthalmus, C. manglarensis, C. multiradiatus, C. steindachneri, C. taylori, and C. tuyra.
Cathorops kent soorten van smal formaat, tot aan de maximale lengte van 360 millimeter.

## Soorten
- Cathorops agassizii (Eigenmann & Eigenmann, 1888)
- Cathorops aguadulce (Meek, 1904)
- Cathorops arenatus (Valenciennes, 1840)
- Cathorops belizensis Marceniuk & Betancur-R., 2008
- Cathorops dasycephalus (Günther, 1864)
- Cathorops fuerthii (Steindachner, 1877)
- Cathorops higuchii Marceniuk & Betancur-R., 2008
- Cathorops hypophthalmus (Steindachner, 1877)
- Cathorops kailolae Marceniuk & Betancur-R., 2008
- Cathorops laticeps (Günther, 1864)
- Cathorops liropus (Bristol, 1897)
- Cathorops manglarensis Marceniuk, 2007
- Cathorops mapale Betancur-R. & Acero P., 2005
- Cathorops melanopus (Günther, 1864)
- Cathorops multiradiatus (Günther, 1864)
- Cathorops nuchalis (Günther, 1864)
- Cathorops puncticulatus (Valenciennes, 1840)
- Cathorops raredonae Marceniuk, Betancur-R. & Acero P., 2009
- Cathorops spixii Agassiz, 1829
- Cathorops steindachneri (Gilbert & Starks, 1904)
- Cathorops taylori (Hildebrand, 1925)
- Cathorops tuyra (Meek & Hildebrand, 1923)
- Cathorops variolosus (Valenciennes, 1840)